# Archeologisch Diensten Centrum
Het Archeologisch Diensten Centrum, afgekort als ADC, is een van de grootste archeologische bedrijven van Nederland en een verzelfstandigd overheidsbedrijf.
Het ADC werd in 1998 opgericht door onder meer Roel Brandt, die tot 2001 directeur zou blijven. Eerder had Brandt al mede aan de wieg gestaan van Stichting RAAP. De oprichting was mede een gevolg van het Verdrag van Malta, waarmee een enorme groei van het archeologisch onderzoek en een commercialisering van de markt werd bereikt. De organisatie werd afgesplitst van de Rijksdienst voor het Cultureel Erfgoed en verzelfstandigd, al bleef de rijksoverheid de eigenaar van het bedrijf.
De verzelfstandiging verliep niet vlekkeloos. Nadat het Ministerie van Onderwijs, Cultuur en Wetenschap al in januari 2001 het voornemen had geuit het ADC financieel tegemoet te komen, werd in 2003 daadwerkelijk besloten om het ADC steun te verlenen. De minister beargumenteerde dit met de volgende formulering: Zonder een financiële herstructurering ligt een deconfiture van het ADC in het verschiet. Dit zou mijns inziens een niet te compenseren verlies van opgravingscapaciteit betekenen, met name ten behoeve van grootschalige, hoogwaardige opgravingsprojecten. Dit zou dan onherroepelijk leiden tot verlies van waardevol cultureel, i.c. archeologisch erfgoed, wat ik met kracht probeer te voorkomen.
In 2006 verkocht het Ministerie van Financiën het ADC aan de twee directieleden.
Het ADC bestaat tegenwoordig uit drie onderdelen, ADC ArcheoProjecten voor het archeologisch bureau- en veldonderzoek, ADC Maritiem voor onderwaterarcheologie en ADC Heritage voor beleid inzake erfgoed. De drie onderdelen vallen onder één holding, een NV. Per 1 juni 2010 werd het Archeologisch projectbureau Jacobs & Burnier overgenomen.
De organisatie is gevestigd in Amersfoort en Eindhoven, en kreeg met de fusie met Jacobs & Burnier ook een vestiging in Amsterdam. Eerder was men gevestigd te Bunschoten.